# Eubulides taylori
Eubulides taylori är en insektsart som beskrevs av Rehn, J.A.G. och J.W.H. Rehn 1939. Eubulides taylori ingår i släktet Eubulides och familjen Heteropterygidae. Inga underarter finns listade i Catalogue of Life.